# Golf & Country Club de Bossey
Le Golf & Country Club de Bossey est un club de golf français inauguré en 1985 sur la commune de Bossey (Haute-Savoie), à proximité de Genève (10 km). Il comprend un parcours de 18 trous, une piscine, des terrains de tennis et de squash. Sa particularité est d’être affilié à la fois à la Fédération française de golf (FFGolf) et l'Association suisse de golf (ASG).

## Parcours
Le parcours de golf fut construit à partir du 6 juillet 1982 et inauguré en 1985 sur un terrain situé sur les hauteurs de la commune.
Il compte 18 trous, par 71 d'une longueur totale de 5 667 mètres. Son dessin fut confié à Robert Trent Jones Jr. (en), un des fils du célèbre architecte de golfs américain, dont c'était la première réalisation en Europe et dont le style est reconnaissable à ses nombreux bunkers aux lèvres hautes, bien visibles depuis les départs. Il tire parti du terrain situé à 600 mètres d'altitude sur les contreforts du Salève (1 379 mètres), avec des fairways marqués par un fort dénivelé à l'instar des golfs de montagne de la région et des vues alternant entre le Salève et la plaine de Genève avec le Jura français.
| Trou     | Trou     | 1   | 2   | 3   | 4   | 5   | 6   | 7   | 8   | 9   | Aller | 10  | 11  | 12  | 13  | 14  | 15  | 16  | 17  | 18  | Retour | Total |
| -------- | -------- | --- | --- | --- | --- | --- | --- | --- | --- | --- | ----- | --- | --- | --- | --- | --- | --- | --- | --- | --- | ------ | ----- |
| Par      | Par      | 4   | 5   | 4   | 3   | 4   | 3   | 5   | 3   | 4   | 34    | 5   | 3   | 5   | 4   | 3   | 4   | 4   | 5   | 3   | 36     | 70    |
| Handicap | Handicap | 3   | 13  | 9   | 17  | 5   | 18  | 12  | 14  | 6   |       | 3   | 13  | 9   | 5   | 17  | 1   | 11  | 7   | 15  |        |       |
| Hommes   | Blancs   | 000 | 000 | 000 | 000 | 000 | 000 | 000 | 000 | 000 | 000   | 000 | 000 | 000 | 000 | 000 | 000 | 000 | 000 | 000 | 000    | 000   |
| Hommes   | Jaunes   | 000 | 000 | 000 | 000 | 000 | 000 | 000 | 000 | 000 | 000   | 000 | 000 | 000 | 000 | 000 | 000 | 000 | 000 | 000 | 000    | 000   |
| Femmes   | Bleus    | 000 | 000 | 000 | 000 | 000 | 000 | 000 | 000 | 000 | 000   | 000 | 000 | 000 | 000 | 000 | 000 | 000 | 000 | 000 | 000    | 000   |
| Femmes   | Rouges   | 000 | 000 | 000 | 000 | 000 | 000 | 000 | 000 | 000 | 000   | 000 | 000 | 000 | 000 | 000 | 000 | 000 | 000 | 000 | 000    | 000   |

## Terrasses de Genève
Sur le modèle des résidences sur parcours de golfs (golf course communities) qui ont vu le jour aux États-Unis dans les années 1920 et se sont développées à partir des années 1950/1960, le golf de Bossey comprend un ensemble de maisons de ville, baptisé les « Terrasses de Genève », situé entre les trous n°5 et n°9.